# Punto triplo

Un tipico diagramma di fase, con indicato il punto triplo all'intersezione dei tre campi di esistenza dello stato solido, liquido e di vapore.

Il punto triplo è un particolare stato termodinamico determinato dai valori di temperatura e pressione in cui coesistono, in condizioni di equilibrio, tre fasi di aggregazione di una sostanza: nel caso più comune, quelle solida, liquida e aeriforme.
Tuttavia molte sostanze, tra le quali l'acqua e l'anidride carbonica, hanno più di una fase solida (polimorfi), cosicché i loro diagrammi di fase presentano più punti tripli solido-solido-liquido o solido-solido-solido. I valori di temperatura e pressione che identificano i punti tripli dipendono solamente dalla sostanza in esame e, nel caso dei punti solido-liquido-aeriforme, possono essere determinati con notevole precisione grazie alla grande diversità di comportamento delle tre fasi coinvolte. Il punto triplo di varie sostanze è dunque utile per la taratura di strumenti di misura, utilizzando dispositivi metrologici chiamati "celle a punto triplo" contenenti la sostanza richiesta. La temperatura di quello dell'acqua è utilizzata per la definizione della scala kelvin. La dipendenza del punto triplo dalla composizione chimica richiede però che le sostanze campione abbiano un elevatissimo grado di purezza.

## Punti tripli di alcune sostanze
Nella tabella seguente sono indicati i valori dei punti tripli di alcune sostanze comuni. Dove non indicato diversamente, i valori sono stati misurati dal National Bureau of Standards.
| Sostanza              | T (K)  | P (Atm)       |
| --------------------- | ------ | ------------- |
| Acetilene             | 192,4  | 1,1843        |
| Acido cloridrico      | 158,96 | 0,1372        |
| Acido formico         | 281,40 | 0,0217        |
| Acqua                 | 273,16 | 6 × 10−3      |
| Ammoniaca             | 195,40 | 0,06          |
| Anidride carbonica    | 216,55 | 5,1024        |
| Anidride solforosa    | 197,69 | 0,0165        |
| Argon                 | 83,81  | 0,68          |
| Azoto                 | 63,18  | 0,1244        |
| Butano                | 134,6  | 7 × 10−6      |
| Carbonio (grafite)    | 4765   | 99,9951       |
| Cloroformio           | 175,43 | 8,586 × 10−3  |
| Deuterio              | 18,63  | 0,1688        |
| Elio-4 (punto lambda) | 2,19   | 0,0503        |
| Esafluoroetano        | 173,08 | 0,2625        |
| Esafluoruro di uranio | 337,17 | 1,4972        |
| Etano                 | 89,89  | 8 × 10−6      |
| Etanolo               | 150    | 4,3 × 10−9    |
| Etilene               | 104,0  | 1,184 × 10−3  |
| Idrogeno              | 13,84  | 0,0695        |
| Iodio                 | 386,65 | 0,1191        |
| Isobutano             | 113,55 | 1,9481 × 10−7 |
| Mercurio              | 234,2  | 1,65 × 10−9   |
| Metano                | 90,68  | 0,1155        |
| Monossido di azoto    | 109,50 | 0,2163        |
| Monossido di carbonio | 68,10  | 0,1517        |
| Neon                  | 24,57  | 0,4264        |
| Ossido di diazoto     | 182,34 | 0,867         |
| Ossigeno              | 54,36  | 1,5 × 10−3    |
| Palladio              | 1825   | 3,5 × 10−5    |
| Platino               | 2045   | 2,0 × 10−6    |
| Titanio               | 1941   | 5,3 × 10−5    |
| Xeno                  | 161,3  | 0,8043        |
| Zinco                 | 692,65 | 6,42 × 10−4   |